# Underground – Die Vergeltung
Underground – Die Vergeltung (Originaltitel: The Underground) ist ein US-amerikanischer Actionfilm aus dem Jahr 1997. Regie führte Cole McKay, das Drehbuch schrieb William Lawlor.

## Handlung
Der Polizist Brian Donnegan ist mit Candy verheiratet; seine Ehe befindet sich in einer Krise. Eines Tages wird ein Musikclub von drei Gangstern mit den Masken von Abraham Lincoln überfallen, die mehrere Menschen töten. Donnegan und sein Partner ermitteln, dabei besuchen sie einen Musikproduzenten in dessen Studio. Auch dort tauchen die Gangster auf. Es kommt zu einer Schießerei, in der Donnegans Partner erschossen wird. Donnegan wird ein neuer Partner zugewiesen, der Afroamerikaner Clarence Mills.
Das Verhältnis von Donnegan und Mills ist zuerst schwierig, der Vorgesetzte der Polizisten greift ein. Nach einem Banküberfall verhaftet Mills einen als Abraham Lincoln maskierten Räuber, ein anderer wird von Donnegan erschossen. Es handelt sich jedoch lediglich für Nachahmungstäter, die für die anderen Überfälle ein Alibi haben. Währenddessen verlangt Candy, dass Donnegan seinen Job kündigt.
Es stellt sich heraus, dass die Überfälle von Musikern begangen wurde, die sich von dem Produzenten ungerecht behandelt fühlen. Sie erpressen ihn und fordern fünf Millionen Dollar dafür, dass die Überfälle eingestellt werden. Am Ende werden sie von Donnegan und Mills besiegt.

## Kritiken
Film-Dienst schrieb, der auf einem „absurden Ausgangspunkt“ aufbauende Film sei „schnell vergängliche B- und C-Ware, die sich aller Versatzstücke des Genres“ bediene. Er sei „immerhin solide in der Darstellung und mit aufwendig inszenierter Action angereichert“; der Rassismus sei darin „mit launigen Dialogen“ „auf die Schippe genommen“.
Die Zeitschrift TV direkt 16/2008 schrieb, der Film sei „trotz Billigproduktion recht amüsant“.

## Hintergründe
Der Film startete in den Kinos der USA am 28. Oktober 1997.